# Assasin's Pride
Assassin's Pride (アサシンズプライド?) es una serie de novelas ligeras japonesas de fantasía escritas por Key Amagi e ilustradas por Nino Ninomoto. Fujimi Shobō tiene publicados, actualmente, 13 volúmenes y dos colecciones de historias cortas desde 2016 bajo el sello de Fujimi Fantasia Bunko. Una adaptación a manga, con arte de Yoshie Katō, fue serilizada en la revista de manga de Shueisha, Ultra Jump desde mayo de 2017. Se ha recogido en diez volúmenes tankōbon. Una adaptación de la serie de televisión de anime de EMT Squared se emitió entre el 10 de octubre y el 26 de diciembre de 2019
.

## Sinopsis
En un mundo donde la aristocracia está definida por poder usar mana para fines defensivos, habilidad que es heredada generación tras generación. Un asesino a sueldo es contratado para ser tutor de Merida Anjeru, una chica sin talento que a pesar de ser hija de un gran aristócrata, es incapaz de usar mana, por lo que se sospecha que es producto de una infidelidad. Bajo el nombre falso de Kuufa Vampiru, nuestro protagonista tendrá una simple orden, ayudarla a encontrar su talento para ser sucesora de su rama familiar, o matarla.

## Personajes
Kufa Vampir (クーファ＝ヴァンピール Kūfa Vanpīru?)
Seiyuu: Yūki Ono
Es un asesino y miembro del gremio "Noche Blanca", es contratado como tutor de la heredera de la Casa Angel, Melida. Pero su misión real es determinar si es hija legitima de la familia o no, al usar el mana, si no puede usarlo, la mataria. Pero al convivir con ella y ver su determinacion durante una lucha contra 3 lacanthropes, decidió ayudarla y le implantó parte de su mana. Durante la lucha contra William Jin, se revela que es un vampiro, un poderoso tipo de Lacanthropes. Aunque es mitad humano, demostró gran poder al vencer al Lacanthrope artificial "Haunted Chimera". En el manga, Kufa comenta que su madre es del País Oscuro. Es de la clase Samurai.
Melida Angel (メリダ＝アンジェル Merida Anjeru?)
Seiyuu: Tomori Kusunoki
La heredera de la noble casa Angel, una familia de paladines. Sin embargo, a pesar de tener trece años, todavía no había despertado su maná. Sin que ella lo sepa, esto podría deberse a que tal vez no sea la hija biológica de su noble padre, sino que haya nacido de una aventura de su madre. Su meta es formar parte de Legion Crest para ser reconocida como parte de la familia Angel. Finalmente obtiene maná después de que Kufa le da un elixir en que mezcla su mana, lo que le permite usar la clase de samurai.
Elise Angel (エリーゼ＝アンジェル Erīze Anjeru?)
Seiyuu: Yui Ishikawa
La prima de Melida, que a diferencia de ella fue reconocida como prodigio desde temprana edad. Si bien realmente se preocupa por Melida, esta última la ignora, ya que cree que solo se está compadeciendo de ella. Ella es una candidata a entrar a Legion Crest. Ella no le agrada Kufa debido a que no confia en él y no lo quiere cerca de su prima. Ella parece tenerle miedo a los Lacanthropes
Rosetti Pricket (ロゼッティ＝プリケット Rozetti Puriketto?)
Seiyuu: Marina Yabuuchi
Es la tutora de Elise y miembro de Legion Crest. Dicho por Kufa, es una chica de origines humildes que ascendió rápidamente y se unió a Legion Crest a una edad temprana. Ella estaba cautivada por el caballerismo de Kufa cuando se conocieron, por lo que quiso tener una amistad con él. Pero al ser rechazada y declararle que Melida superara a Elise, ella lo ve como su rival. A pesar de eso, Rosetti confia en las habilidades de Kufa y hace equipo para rescatar a sus doncellas de Willian Jin
Nerva Martillo (ネルヴァ＝マルティーリョ Neruva Marutīryo?)
Seiyuu: Ayane Sakura
Es líder de un grupo de matonas de la academia de Melina, ella junto a su grupo se burla de Melida llamándola "Chica con el talento de imcompetente". Luego de ser derrotada por Melida, se disculpa con ella y se vuelve más amable, pero toma una personalidad tsundere
Oyaji (オヤジ?)
Seiyuu: Toshiyuki Morikawa
Es el líder de la "Noche Blanca", gremio de Kufa. No se sabe cual es el alcance de su poder, pero Kufa teme que sepa lo que hizo y las consecuencias de su proceder
William Jin (ウィリアム・ジン Wiriamu Jin?)
Seiyuu: Tatsuhisa Suzuki
Es miembro de un gremio oscuro llamado "Grimfice", fue contratado por el cliente de Kufa para atacar a Melida y a Elise. Durante la pelea contra Kufa, este revela que es un ghoul, un vampiro falso como un lancanthrope de clase media. Cuenta con un vendaje que absorbe y sella mana como con el lacanthrope artificial de su gremio "Haunt Chimera"
Black Madia (ブラック＝マディア Burakku Madia?)
Seiyuu: Sora Tokui
Es un miembro del gremio de Kufa que es mandada a investigar sobre un reporte que hizo Kufa. Es de la clase Jest. Es una asesina muy hábil del tipo infiltración y en disfraz. Dicho por Kufa, es la Jester más fuerte de Flandor
Shenfa Zwitoque (シェンファ＝ツヴィトーク Shenfa Tsuvitōku?)
Seiyuu: Asami Setō
Es una estudiante que asiste a la Academia para niñas st. Friedeswiede. Fue una de las elegidas para ganar el torneo Luna Lumiere.
Mule la More (ミュール＝ラ・モール Myūru Ra Mōru?)
Seiyuu: Maaya Uchida
Es miembro de la Casa La More, de Clase Diabolos. Su clase le permite absorber el maná de sus oponentes. Asiste a la Academia para niñas St. d'Autriche.
Salacha Schicksal (サラシャ＝シクザール Sarasha Shikuzāru?)
Seiyuu: Azumi Waki
A menudo llamada Sala, es una estudiante que asiste a la Academia para Niñas St. d'Autriche y es amiga de Mule. Ella y Keira participaron en el torneo Luna Lumiere. Su clase es Dragon.

## Media

### Novelas Ligeras
| N.º  | Fecha de lanzamiento    | ISBN original          |
| ---- | ----------------------- | ---------------------- |
| 1    | 20 de enero de 2016     | ISBN 978-4-04-070817-1 |
| 2    | 20 de abril de 2016     | ISBN 978-4-04-070818-8 |
| 3    | 20 de julio de 2016     | ISBN 978-4-04-070972-7 |
| 4    | 19 de noviembre de 2016 | ISBN 978-4-04-070973-4 |
| 5    | 18 de febrero de 2017   | ISBN 978-4-04-072227-6 |
| 6    | 20 de junio de 2017     | ISBN 978-4-04-072230-6 |
| 7    | 20 de octubre de 2017   | ISBN 978-4-04-072484-3 |
| SG   | 20 de febrero de 2018   | ISBN 978-4-04-072651-9 |
| 8    | 18 de agosto de 2018    | ISBN 978-4-04-072485-0 |
| 9    | 19 de enero de 2019     | ISBN 978-4-04-073003-5 |
| 10   | 20 de junio de 2019     | ISBN 978-4-04-073223-7 |
| 11   | 20 de octubre de 2019   | ISBN 978-4-04-073224-4 |
| SG 2 | 20 de diciembre de 2019 | ISBN 978-4-04-073225-1 |
| 12   | 19 de junio de 2020     | ISBN 978-4-04-073747-8 |
| 13   | 19 de marzo de 2021     | ISBN 978-4-04-073748-5 |

### Manga
| N.º | Fecha de lanzamiento    | ISBN original          |
| --- | ----------------------- | ---------------------- |
| 1   | 19 de octubre de 2017   | ISBN 978-4-08-890776-5 |
| 2   | 19 de abril de 2018     | ISBN 978-4-08-891003-1 |
| 3   | 19 de noviembre de 2018 | ISBN 978-4-08-891130-4 |
| 4   | 29 de junio de 2019     | ISBN 978-4-08-891260-8 |
| 5   | 19 de noviembre de 2019 | ISBN 978-4-08-891435-0 |
| 6   | 19 de mayo de 2020      | ISBN 978-4-08-891591-3 |
| 7   | 19 de enero de 2021     | ISBN 978-4-08-891761-0 |
| 8   | 16 de julio de 2021     | ISBN 978-4-08-892037-5 |
| 9   | 18 de febrero de 2022   | ISBN 978-4-08-892226-3 |
| 10  | 19 de octubre de 2022   | ISBN 978-4-08-892477-9 |

### Anime
Un adaptación a anime fue anunciada durante el Fantasia Bunko Dai Kanshasai 2018, el 21 de octubre de 2018, revelando que sería una serie de televisión animada por EMT Squared. Esta sería dirigida por Kazuya Aiura, con Deko Akao manejando la composición de la serie, y Maho Yoshikawa diseñando los personajes. El tema de apertura es «Share the light» interpretado por Run Girls, Run! y el tema de cierre es Ijin-tachi no Jikan (異人たちの時間?) interpretado por Tomori Kusunoki. Se emitió desde el 10 de octubre hasta el 26 de diciembre de 2019 en Tokyo MX, BS NTV y AT-X.
| # | Título | Estreno                 |
| --- | --- | ----------------------- |
| 1 | «La piedad de un asesino» «Ansatsusha no Jihi» (暗殺者の慈悲)                                                      | 10 de octubre de 2019   |
| Kufa es enviado a evaluar las habilidades de la heredera de la Casa Ángel, cuya falta de maná pone en duda su linaje, pero Mélida no es nada como Kufa esperaba que fuera.                                         | |                         |
| 2 | «Cuando cambia el mundo de la chica» «Shōjo no Sekai ga kawaru toki» (少女の世界が変わるとき)                      | 17 de octubre de 2019   |
| Kufa juega un juego peligroso al probar su suerte con Melida. En cuanto a su joven alumna, El torneo escolar se acerca, y Melida sabe algo que sus oponentes no saben.                                             | |                         |
| 3 | «Más allá del punto crítico» «Rinkai ten no Kanata ni» (臨界点の彼方に)                                            | 24 de octubre de 2019   |
| Melida y Elise esperan con ansias el festival Circlet Night, pero un secuestro interrumpe su celebración. Ahora Melida debe someterse a una prueba de fuego y probarse a sí misma.                                 | |                         |
| 4 | «Dos señoritas se reúnen en el castillo encadenado» «Kusari-jō ni Tsudou, Otome to Otome» (鎖城に集う、乙女と乙女) | 31 de octubre de 2019   |
| El Torneo de Selección Luna Lumiere está a punto de comenzar, pero los estudiantes de St. Friedeswiede quedán en shock cuando se revelan los cadetes inesperados de este año.                                      | |                         |
| 5 | «La Princesa Dorada y la Princesa Plateada» «Kogane no Hime to, Hakugin no Hime» (黄金の姫と、白銀の姫)            | 7 de noviembre de 2019  |
| El torneo continua a pesar del peligro que representa Black Madia. Mientras los Cadetes se preparan para su inevitable batalla, Melida pelea contra Elise.                                                         | |                         |
| 6 | «La Bruja Gris» «Haiiro no Majo» (灰色の魔女)                                                                      | 14 de noviembre de 2019 |
| Cuando las estudiantes se reúnen para una fiesta secreta, Melida y sus amigas pasan su tiempo felices y cuentan historias de fantasmas, sin saber que algunos cuentos son muy reales.                              | |                         |
| 7 | «Sin rastro arriba o abajo» «Ue mo shita mo hyō wa naku» (上も下も標はなく)                                        | 21 de noviembre de 2019 |
| Melida se enoja cuando Rosetti le pide a Kufa que finja ser su amante para evitar un matrimonio arreglado. El padre de Rosetti afirma que Kufa tiene un extraño parecido con un niño de su pasado.                 | |                         |
| 8 | «El último testamento de cierto esqueleto» «Aru Gaikotsu no Yuigon» (ある骸骨の遺言)                               | 28 de noviembre de 2019 |
| Las sospechas recaen sobre Kufa a medida que continúan los ataques. Para limpiar su nombre, Melida se une a un aliado poco probable, pero sus hallazgos son mucho más espantosos de lo que se atrevían a imaginar. | |                         |
| 9 | «Un pacto eterno» «Yūkyū no Keiyaku» (悠久の契約)                                                                  | 5 de diciembre de 2019  |
| Kufa confía su pasado a Melida. Ahora armada con conocimiento prohibido, Melida debe decidir su próximo movimiento, especialmente en lo que respecta a Rossetti.                                                   | |                         |
| 10 | «Biblioteca laberinto» «Meikyū Toshokan» (迷宮図書館)                                                              | 12 de diciembre de 2019 |
| Las sospechas sobre Melida aumentan. Preocupados por cómo el escándalo podría manchar su prestigio, los nobles de Flandore prometen tomar el asunto en sus propias manos.                                          | |                         |
| 11 | «Mensajeros de la muerte» «Shinigami no Tsukai-tachi» (死神の使いたち)                                             | 19 de diciembre de 2019 |
| Mule y Salacha unen fuerzas con Melida y Elise para el examen. Pero las dos primas no se dan cuenta de que sus amigas les están ocultando algo.                                                                    | |                         |
| 12 | «El orgullo de un instructor asesino» «Ansatsu no Kyōshi Kyōji» (暗殺教師の矜持)                                   | 26 de diciembre de 2019 |
| Melida no responde ante los nobles prejuiciosos que la han sometido a juicio. Ella demostrará al mundo de una vez por todas que ella es la heredera legítima de la Casa Ángel.                                     | |                         |